# Monument Grunwald (Cracovie)
Le monument Grunwald (en polonais pomnik Grunwaldzki) est une statue équestre du roi Ladislas II Jagellon II situé à Cracovie. Il a été conçu par Antoni Wiwulski, détruit par les forces d'occupation allemandes en novembre 1939 et reconstruit par Marian Konieczny en 1976.

## Histoire
Le mémorial a été ouvert le 500e anniversaire de la bataille de Tannenberg de 1410 et inauguré en juillet 1910 devant environ 150 000 visiteurs à Cracovie. Pendant l'occupation allemande de la Pologne en 1939-40, il a été démantelé et la base a explosé. En 1972, un comité a été créé à Cracovie pour restaurer le monument. Le 16 octobre 1976 la base a été inaugurée et le 10 octobre 2010, le mémorial nouvellement créé a été remis au public. Il est situé juste derrière le Monument au Soldat inconnu.

## Photos

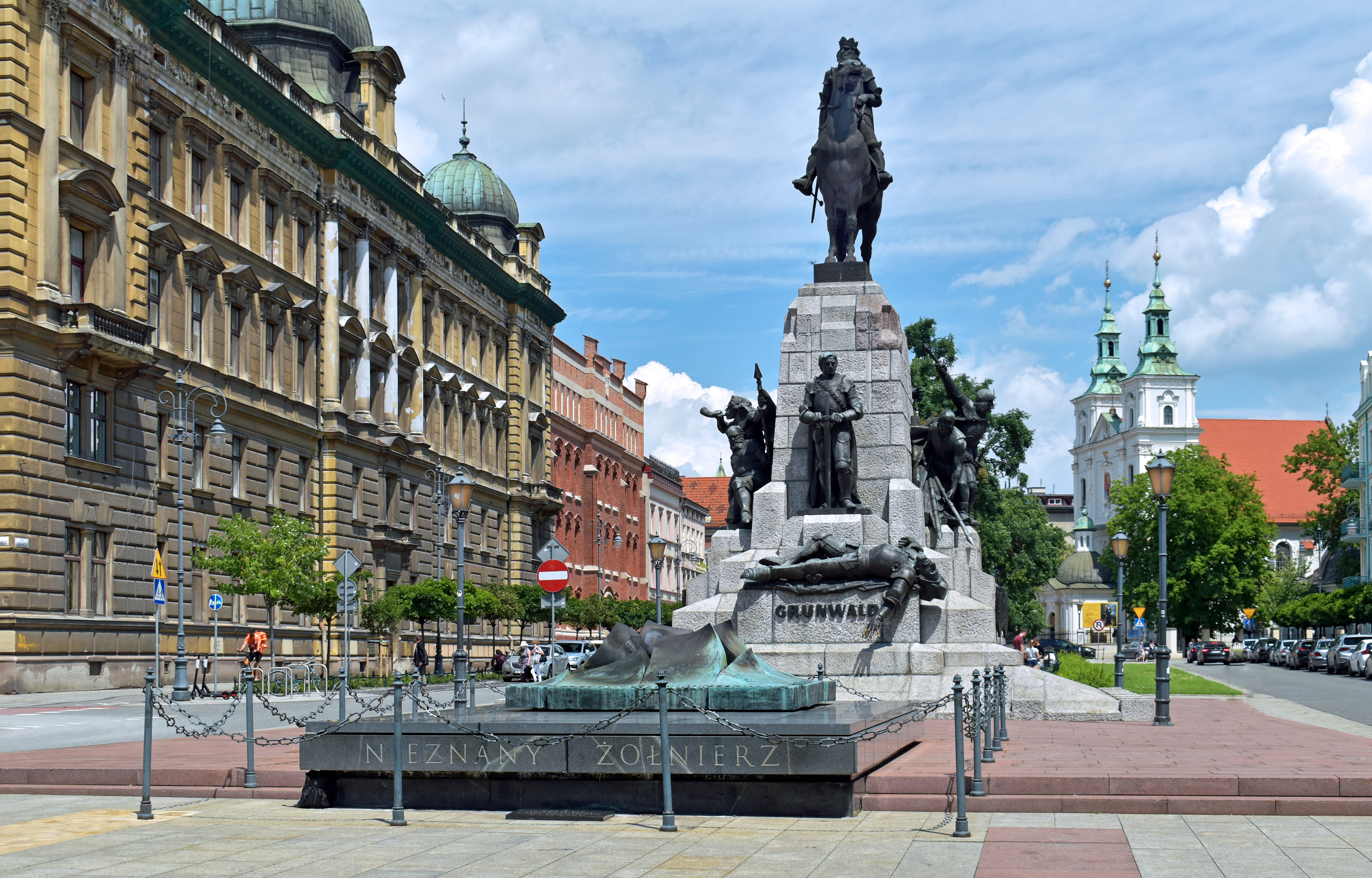
Monument de Grunwald et tombe du soldat inconnu à Cracovie
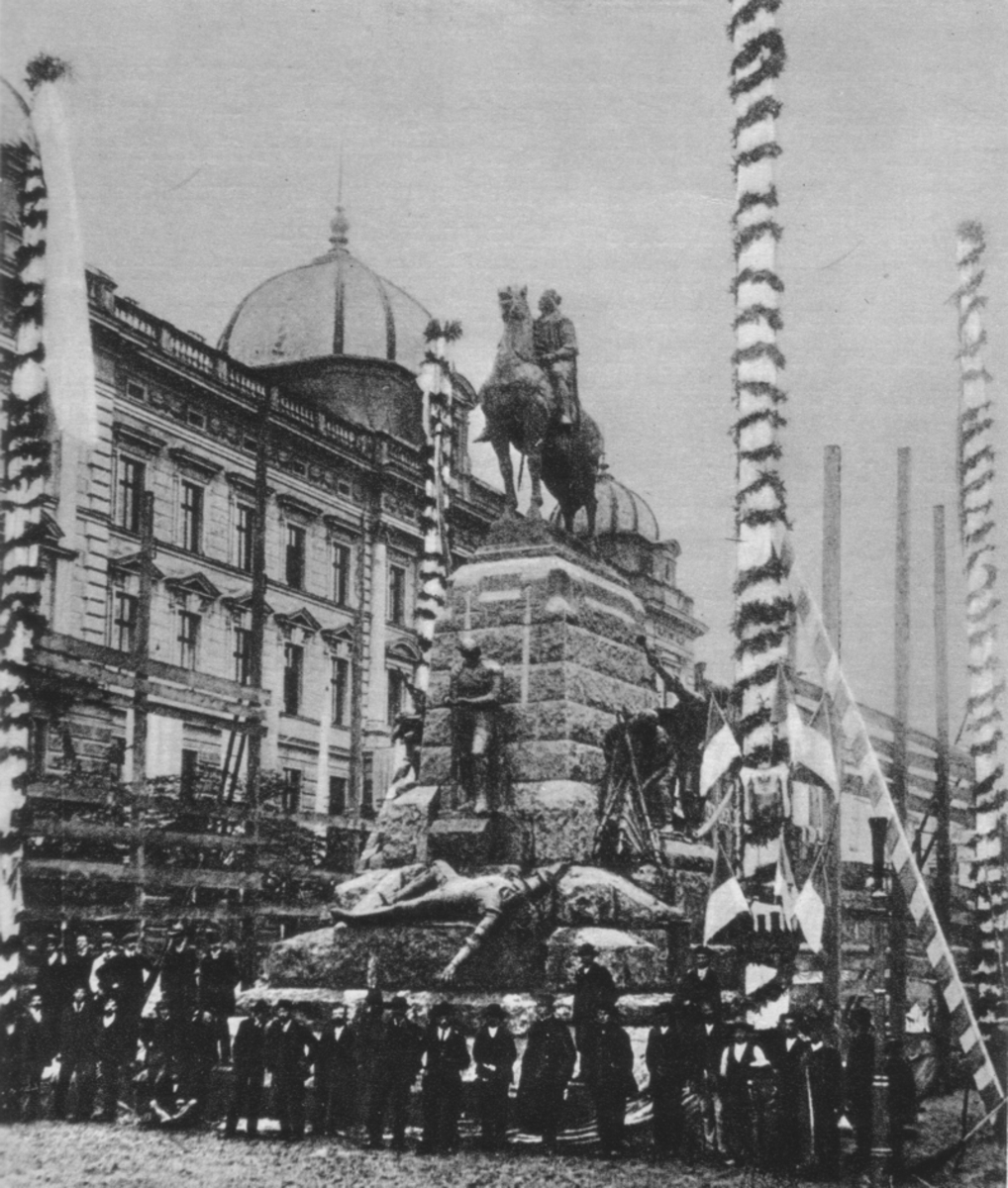
Inauguration en 15 juillet 1910
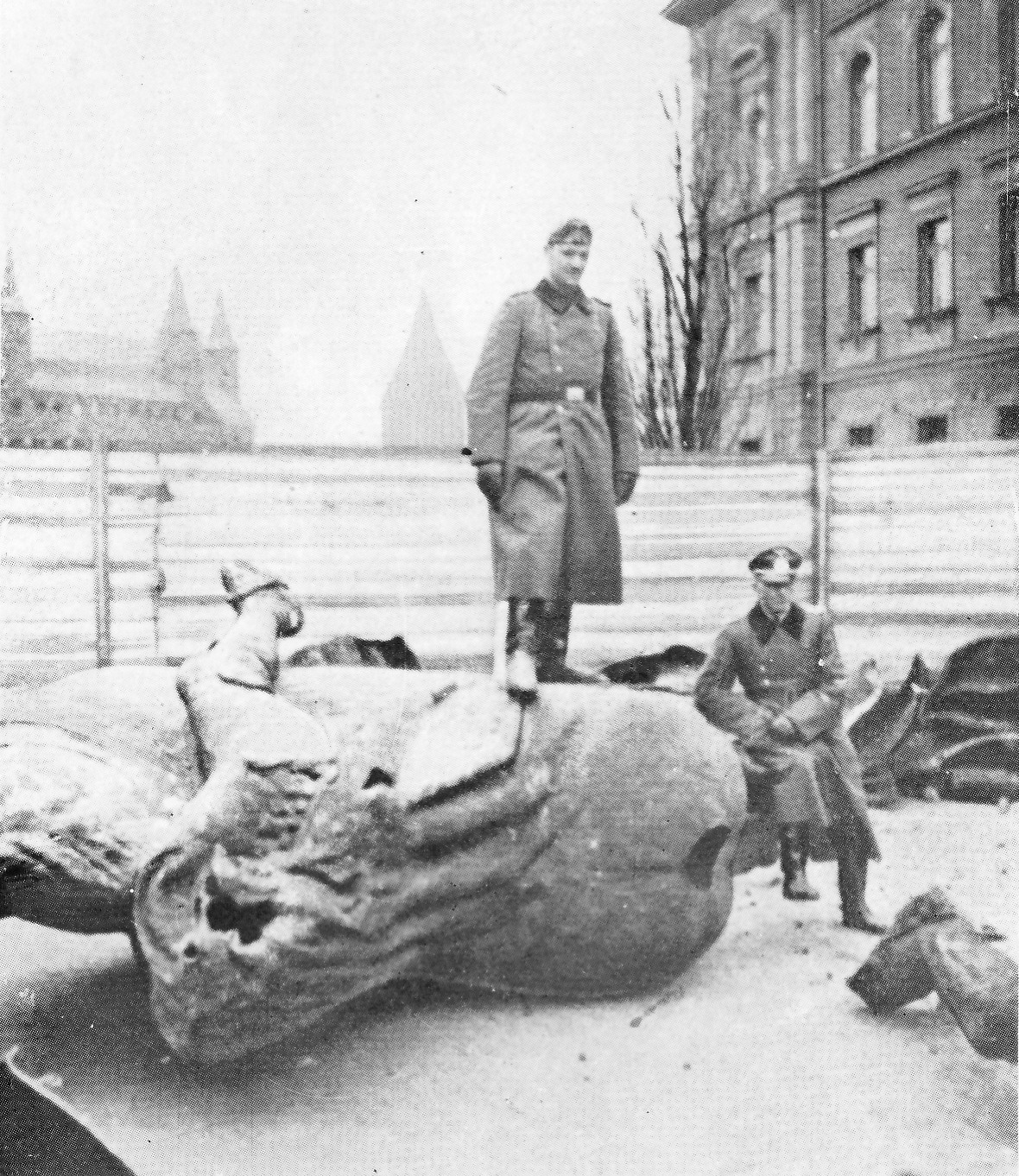
La destruction du monument par les Allemands en novembre 1939.
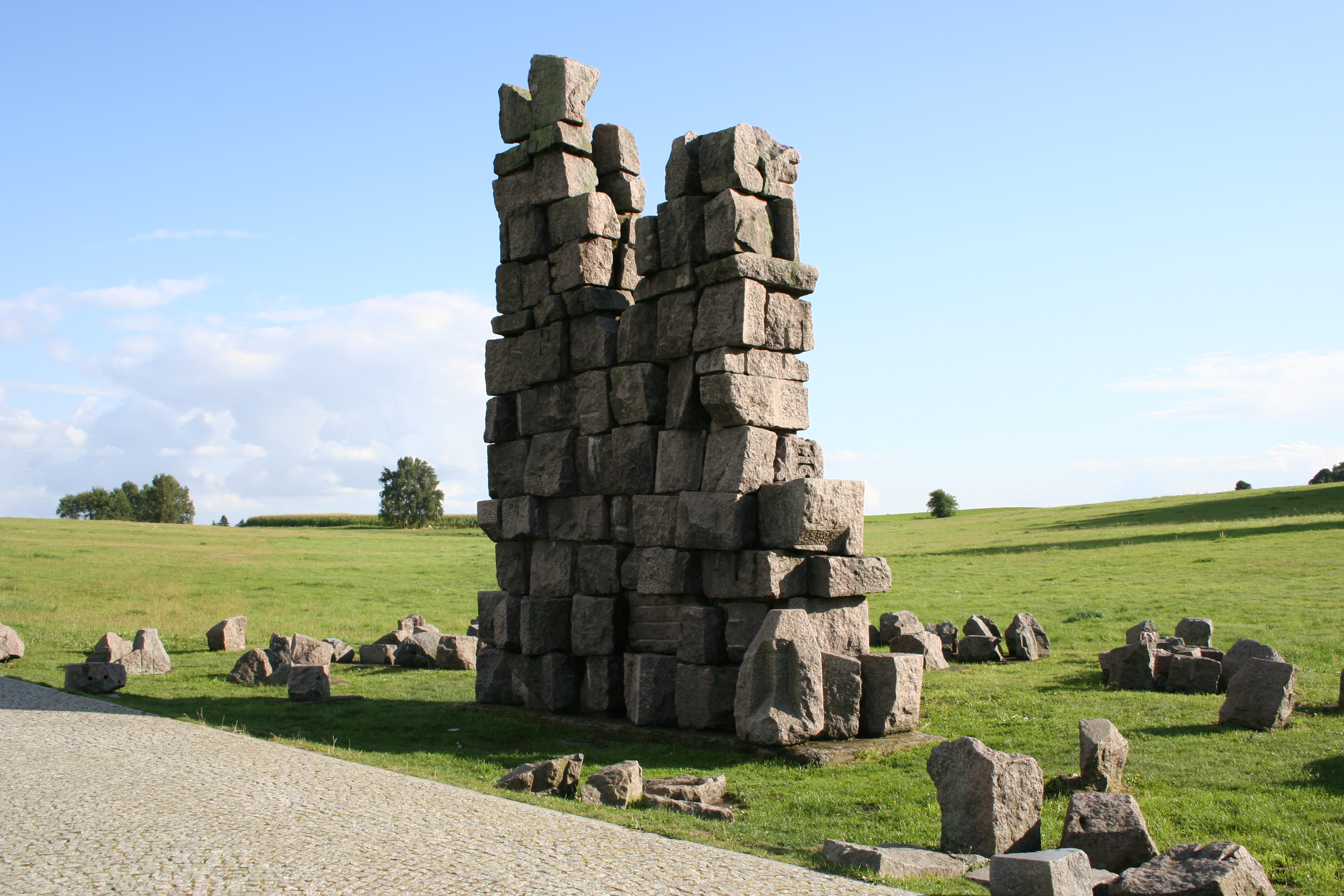
Les vestiges du premier monument transférés sur le champ de bataille.
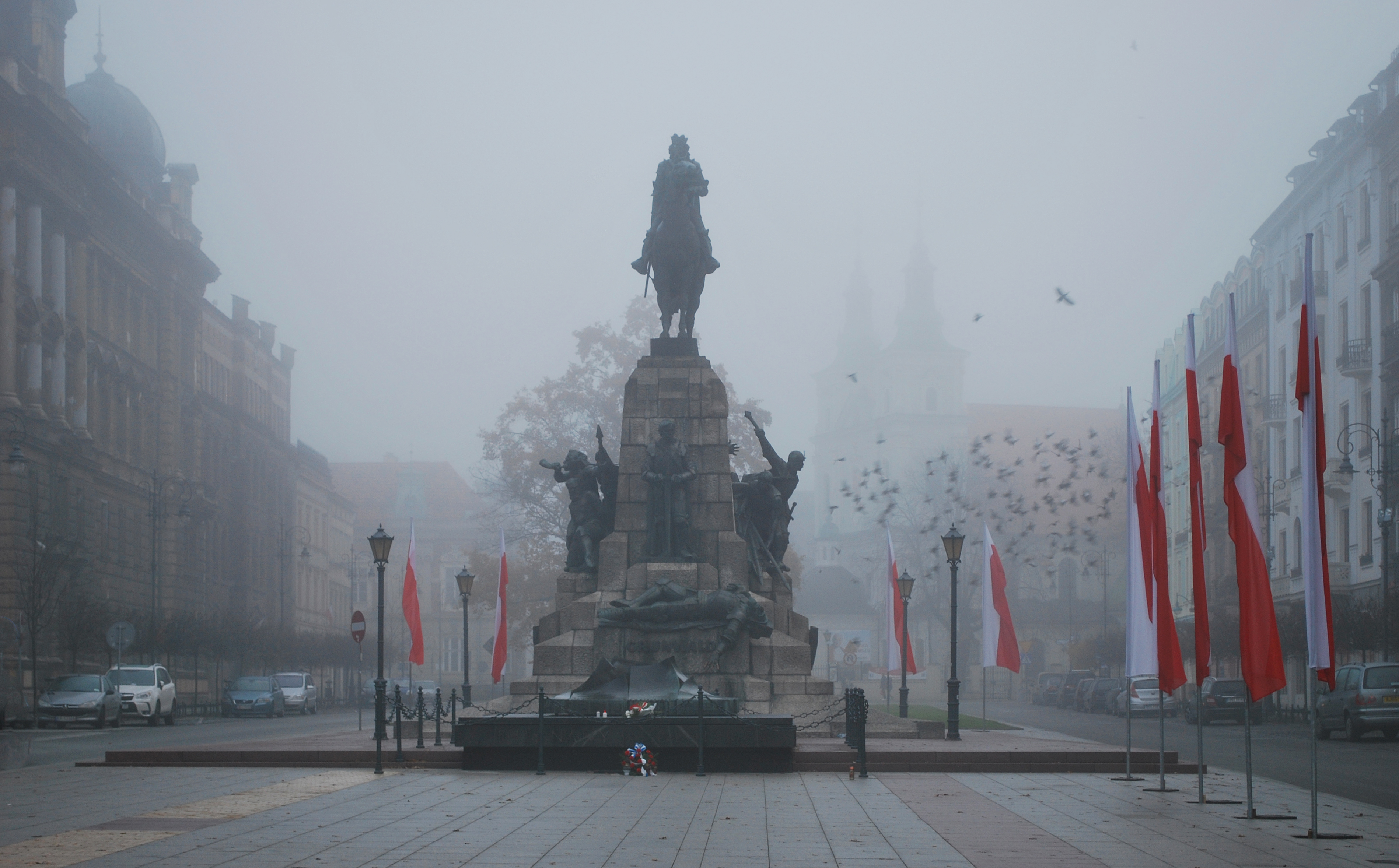
Le monument et la Tombe du Soldat Inconnu à la veille de la Fête de l'Indépendance en 2014.
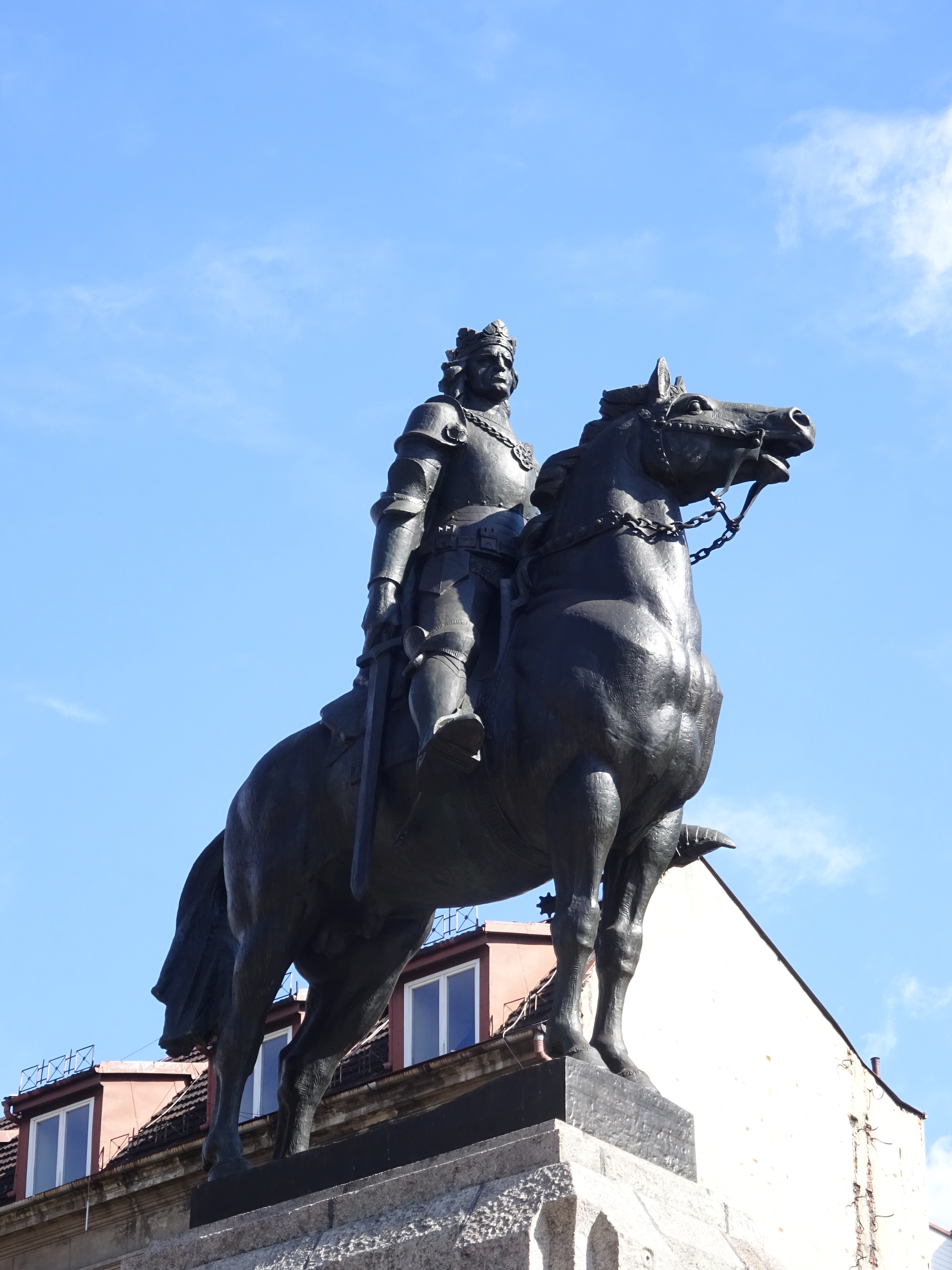
La figure du roi Ladislas II Jagellon à cheval couronnant le monument.
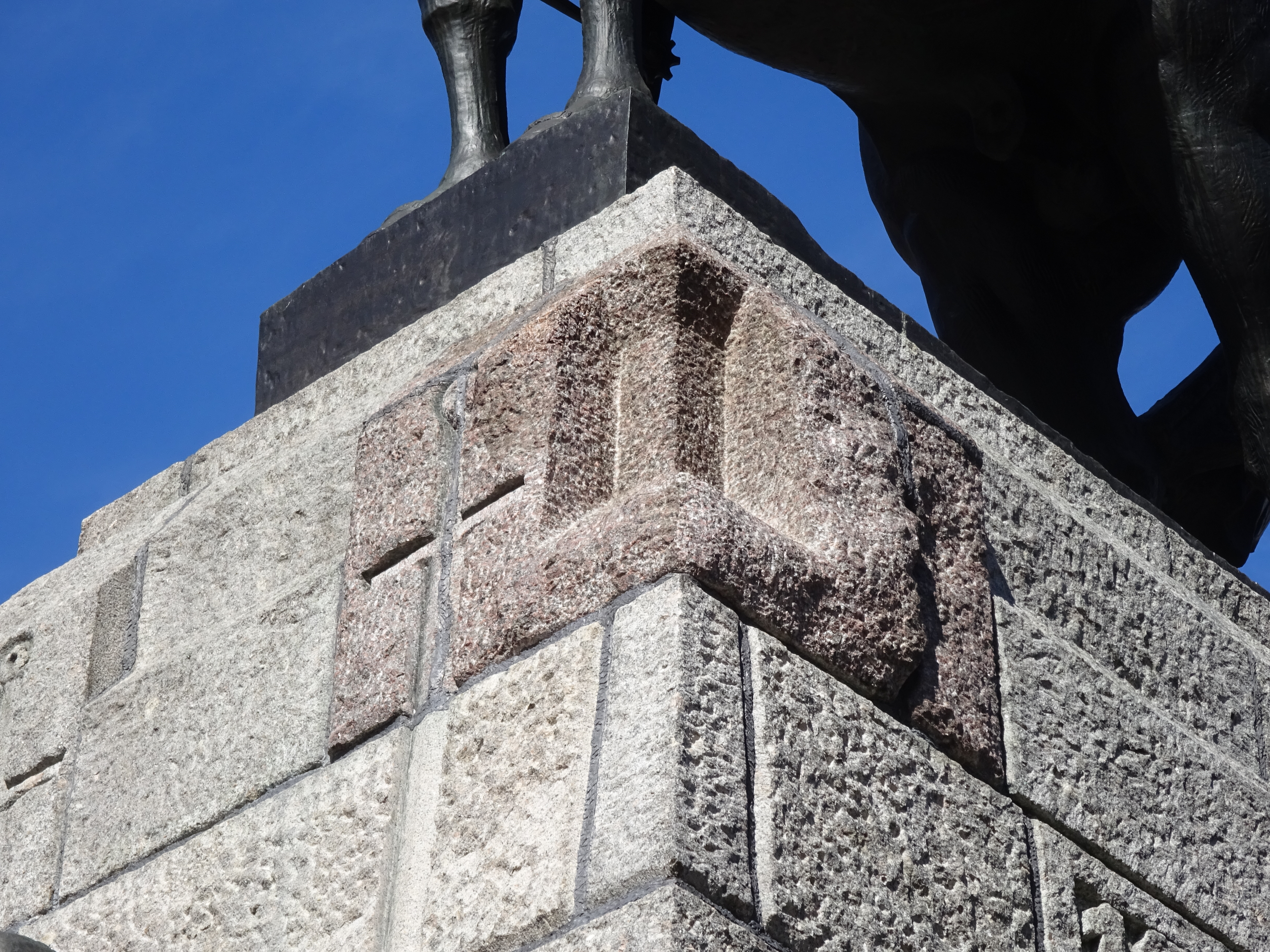
Situé à l’angle du mur sud et est du monument, au sommet du socle, un fragment du premier Monument de Grunwald (avant sa destruction en 1940), intégré dans le nouveau monument reconstruit.
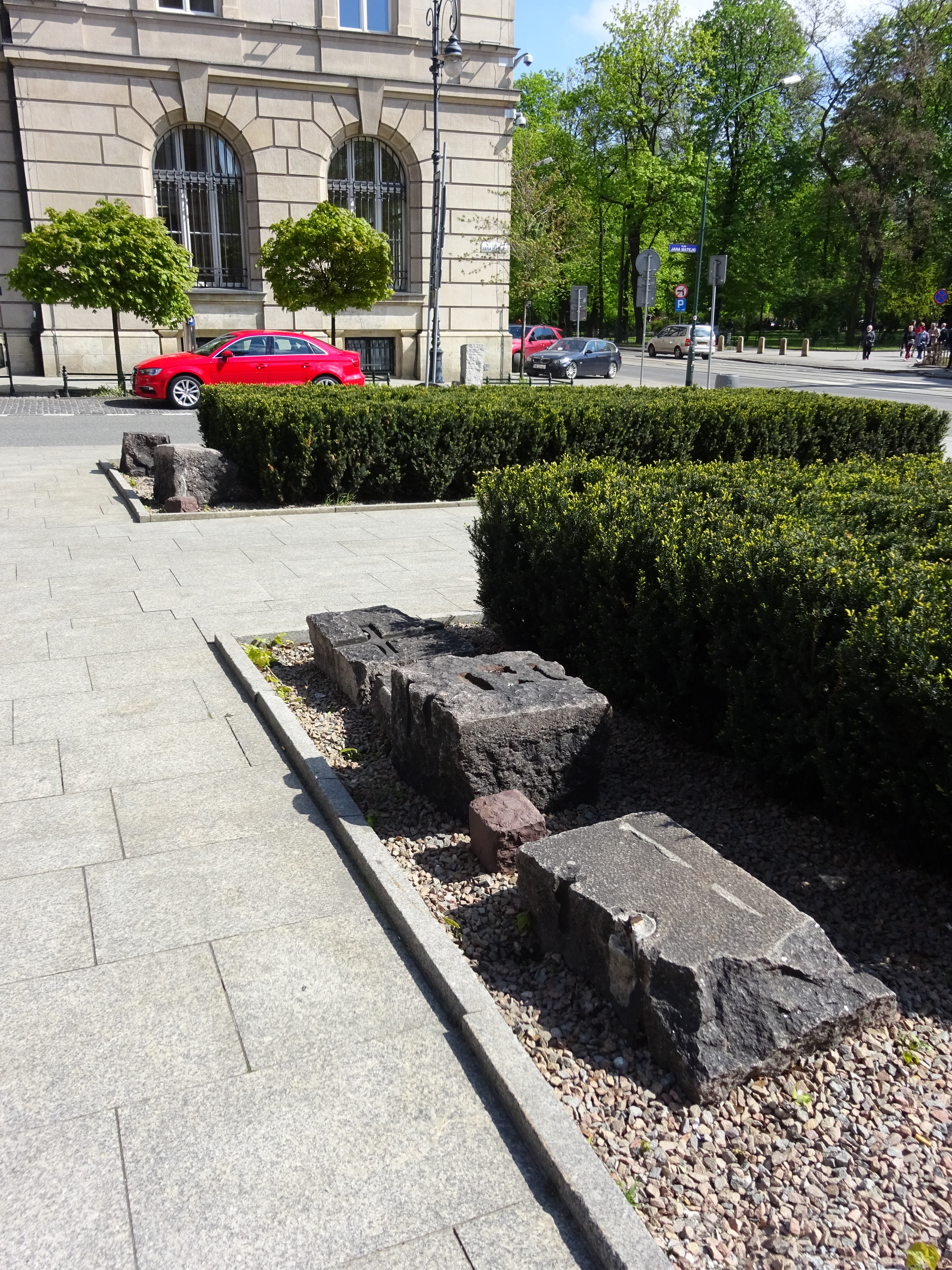
Des pierres provenant du monument détruit en 1940, situées en face du monument actuel reconstruit.
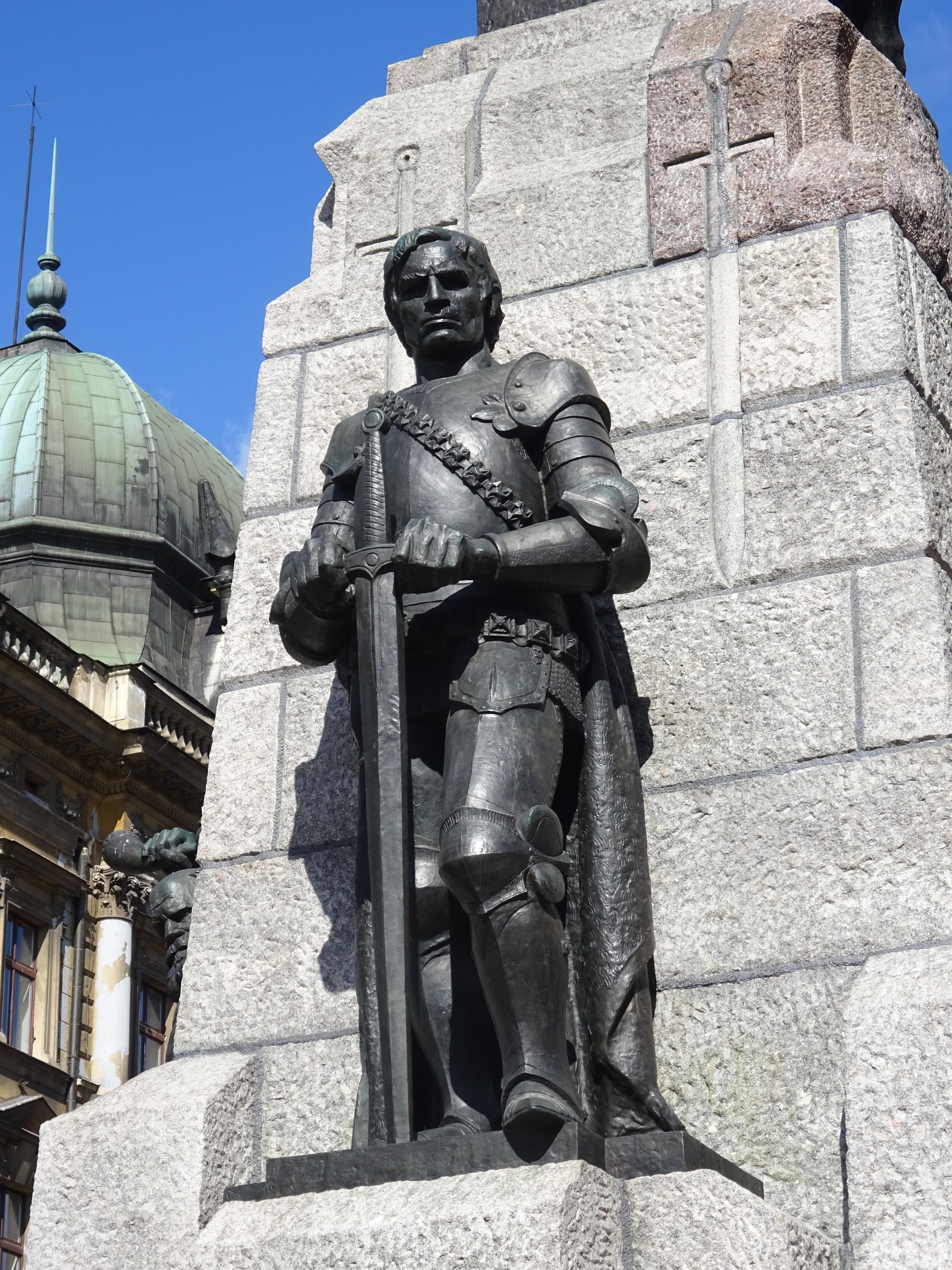
Le prince lituanien Vytautas le Grand.
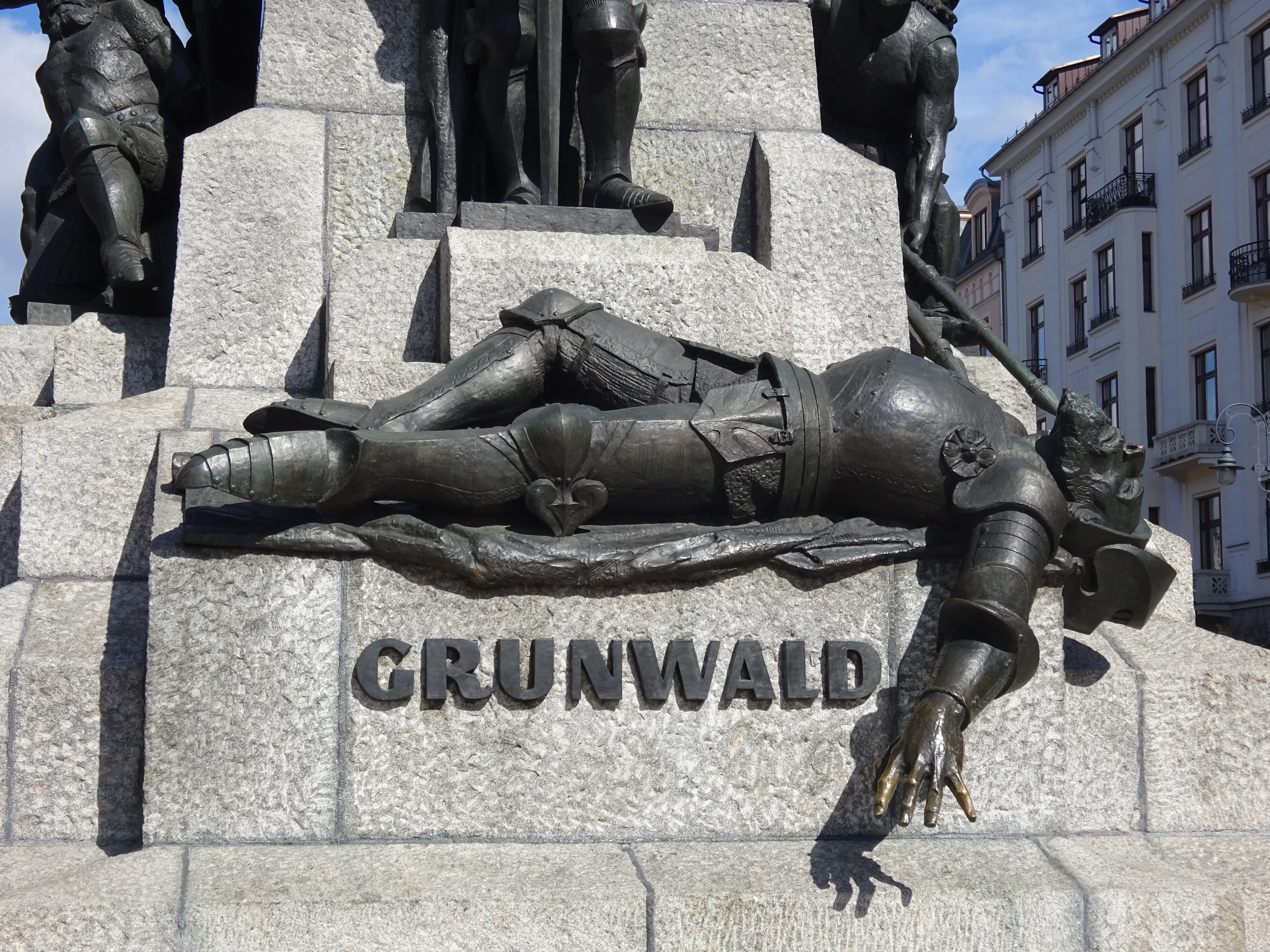
Le grand maître Ulrich von Jungingen, tombé au combat.
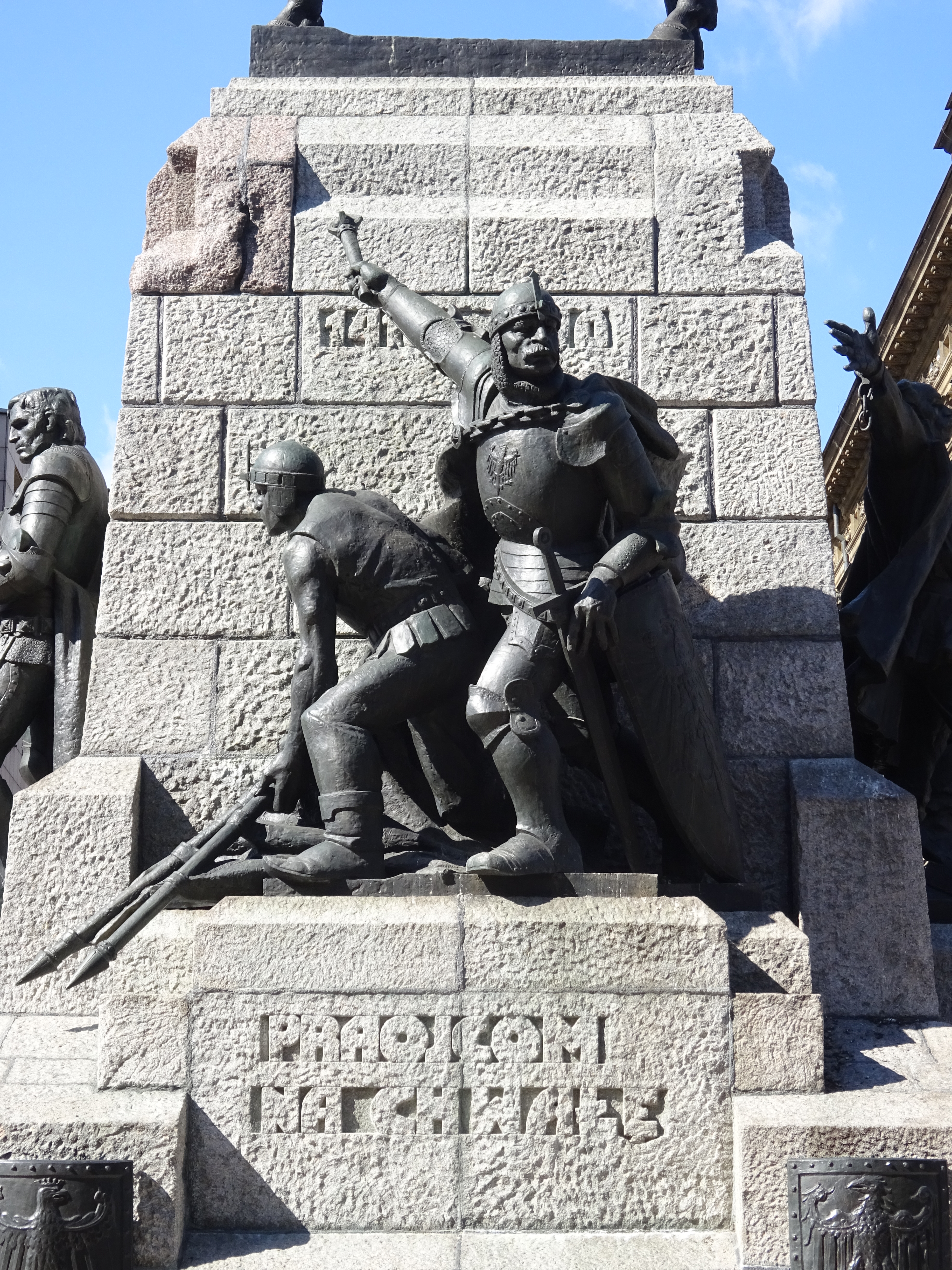
Praojcom na chwałę – la suite de la devise est gravée de l’autre côté du monument.
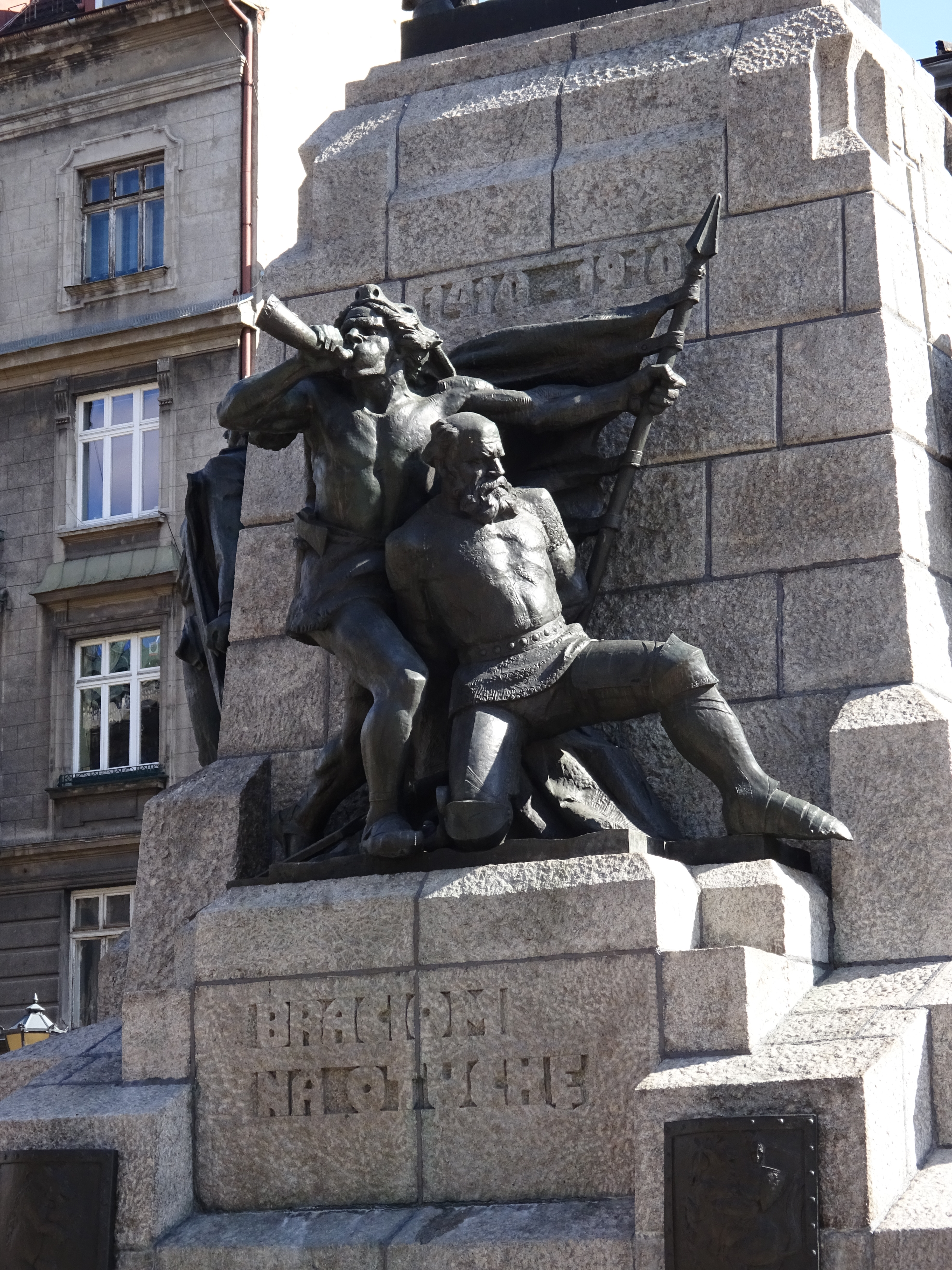
Braciom na otuchę – la suite de la devise sur le côté est du monument.
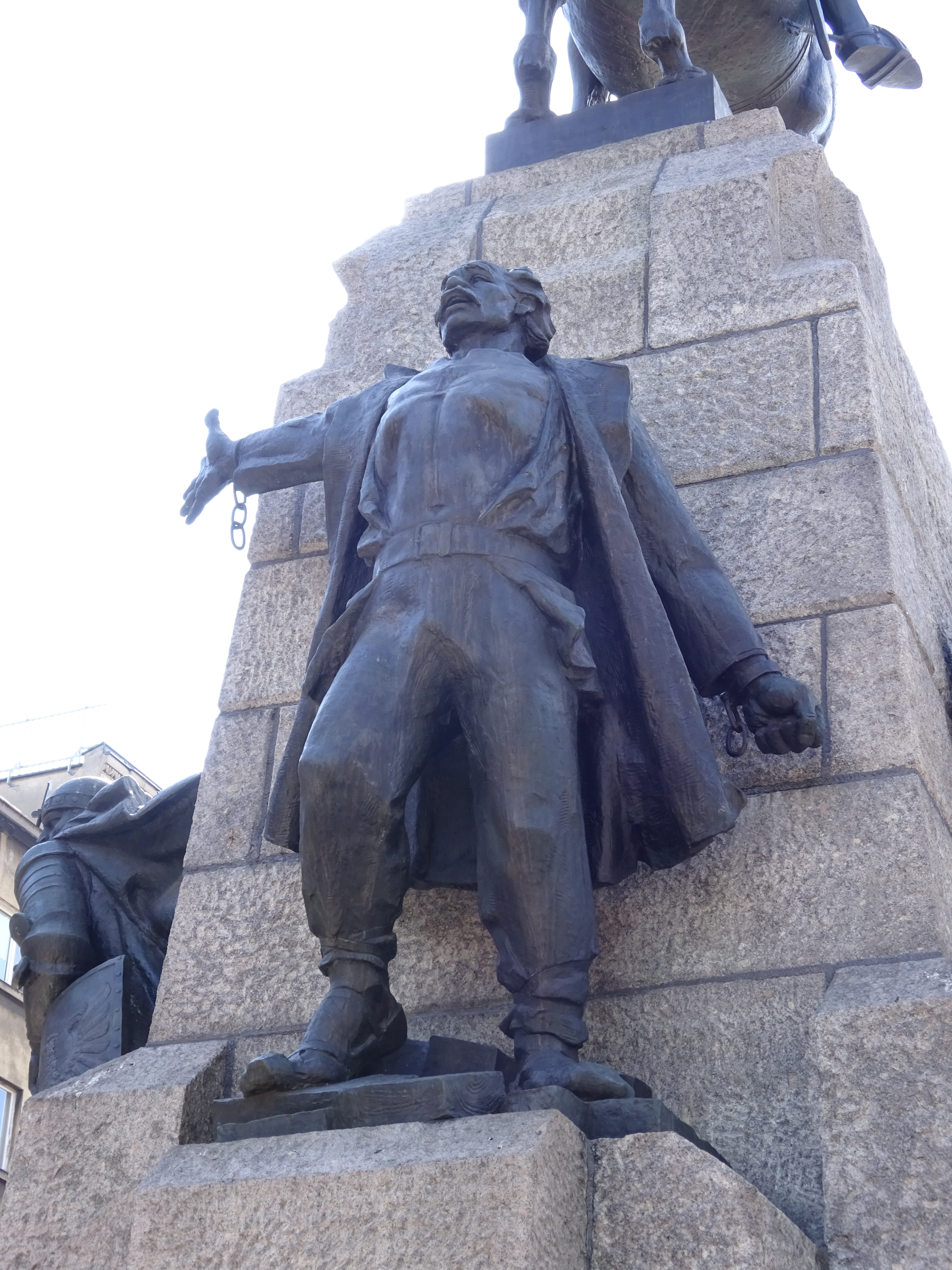
Le paysan brisant ses chaînes.

## Littérature
- Thomas Urban : Pologne : Portrait d'un voisin, Munich 2012,  (ISBN 3406633269)